# Premio The Best FIFA de 2023
Los The Best FIFA 2023 que se celebraron por octava vez el 15 de enero de 2024, honran anualmente a los miembros más destacados del deporte más popular del mundo.

## Premios y categorías
Las votaciones comenzaron el 14 de septiembre de 2023.
Se condecoraron los siguientes premios:
- Premio The Best al Jugador de la FIFA
- Premio The Best a la Jugadora de la FIFA
- Premio The Best al Entrenador de Fútbol Masculino de la FIFA
- Premio The Best al Entrenador de Fútbol Femenino de la FIFA
- Premio The Best al Guardameta de la FIFA
- Premio The Best a la Guardameta de la FIFA
- Premio Puskás de la FIFA
- Premio a la Afición de la FIFA
- Premio Fair Play de la FIFA
- FIFA/FIFPro World XI

## Categoría masculina

### Mejor jugador
| Pos.       | Jugador        | Club (es)           | Equipo nacional | Puntos     |
| Finalistas | Finalistas     | Finalistas          | Finalistas      | Finalistas |
| ---------- | -------------- | ------------------- | --------------- | ---------- |
| 1          | Lionel Messi   | Inter Miami         | Argentina       | 48         |
| 2          | Erling Haaland | Manchester City     | Noruega         | 48         |
| 3          | Kylian Mbappé  | Paris Saint-Germain | Francia         | 35         |

### Mejor portero
| Pos.       | Portero          | Club (es)        | Equipo nacional | Puntos     |
| Finalistas | Finalistas       | Finalistas       | Finalistas      | Finalistas |
| ---------- | ---------------- | ---------------- | --------------- | ---------- |
| 1          | Ederson          | Manchester City  | Brasil          | 23         |
| 2          | Thibaut Courtois | Real Madrid      | Bélgica         | 20         |
| 3          | Yassine Bounou   | Sevilla Al-Hilal | Marruecos       | 16         |

### Mejor entrenador
| Posición   | Nombre            | Equipo(s) entrenados       | Puntos     |
| Finalistas | Finalistas        | Finalistas                 | Finalistas |
| ---------- | ----------------- | -------------------------- | ---------- |
| 1          | Pep Guardiola     | Manchester City            | 28         |
| 2          | Luciano Spalletti | Napoli Selección de Italia | 18         |
| 3          | Simone Inzaghi    | Inter de Milán             | 11         |

## Categoría femenina

### Mejor jugadora
| Pos.       | Jugadora       | Club (es)                  | Puntos     |
| Finalistas | Finalistas     | Finalistas                 | Finalistas |
| ---------- | -------------- | -------------------------- | ---------- |
| 1          | Aitana Bonmatí | Barcelona                  | 52         |
| 2          | Linda Caicedo  | Deportivo Cali Real Madrid | 40         |
| 3          | Jenni Hermoso  | Pachuca                    | 36         |

### Mejor portera
| Pos.       | Jugadora         | Club (es)         | Puntos     |
| Finalistas | Finalistas       | Finalistas        | Finalistas |
| ---------- | ---------------- | ----------------- | ---------- |
| 1          | Mary Earps       | Manchester United | 28         |
| 2          | Catalina Coll    | Barcelona         | 14         |
| 3          | Mackenzie Arnold | West Ham United   | 12         |

### Mejor entrenador femenino
| Pos.       | Jugadora         | Club (es)  | Puntos     |
| Finalistas | Finalistas       | Finalistas | Finalistas |
| ---------- | ---------------- | ---------- | ---------- |
| 1          | Sarina Wiegman   | Inglaterra | 28         |
| 2          | Emma Hayes       | Chelsea    | 18         |
| 3          | Jonatan Giráldez | Barcelona  | 14         |

## Mejor gol del año
| Posición   | Futbolista        | Club o Selección             | Oponente              | Competición                     | Fecha               | Total de votos |
| Finalistas | Finalistas        | Finalistas                   | Finalistas            | Finalistas                      | Finalistas          | Finalistas     |
| ---------- | ----------------- | ---------------------------- | --------------------- | ------------------------------- | ------------------- | -------------- |
| 1          | Guilherme Madruga | Botafogo F. C.               | Grêmio Novorizontino  | Campeonato Brasileño de Serie B | 27 de junio de 2023 |                |
| 2          | Nuno Santos       | Sporting C. P.               | Boavista F. C.        | Primeira Liga                   | 12 de marzo de 2023 |                |
| 3          | Julio Enciso      | Brighton & Hove Albion F. C. | Manchester City F. C. | Premier League                  | 24 de mayo de 2023  |                |

## Premio Fanáticos FIFA
| Posición | Fan                        | Razón | Votos | % |
| -------- | -------------------------- | --- | ----- | - |
| 1        | Hugo Daniel “Toto” Íñiguez | Hincha del Colón que se volvió viral luego de que lo vieron alimentando a su hijo durante un partido de la Primera División argentina contra Barracas Central en mayo de 2023.                                                  |       |   |
| 2        | Fran Hurndall              | Condujo una pelota de fútbol durante una media de 32km al día durante 32 días desde Gold Coast hasta Sidney. |       |   |
| 3        | Miguel Ángel               | Hincha del Millonarios de Colombia, cumplió su último deseo de conocer a los jugadores del primer equipo en el duelo contra Alianza Petrolera por la Liga Betplay antes de recibir la eutanasia por una enfermedad desconocida. |       |   |

## Premio Fair Play
| Ganador                       | Equipo                        | Razón |
| ----------------------------- | ----------------------------- | --- |
| Selección de fútbol de Brasil | Selección de fútbol de Brasil | En un amistoso contra Guinea en junio de 2023, cambiaron sus tradicionales camisetas amarillas por unas totalmente negras para concientizar sobre el racismo. |

## FIFA FIFPro World XI
| Nombre           | Club(s)                                         |
| Portero          | Portero                                         |
| ---------------- | ----------------------------------------------- |
| Thibaut Courtois | Real Madrid C. F.                               |
| Defensas         |                                                 |
| Kyle Walker      | Manchester City F. C.                           |
| John Stones      | Manchester City F. C.                           |
| Rúben Dias       | Manchester City F. C.                           |
| Centrocampistas  |                                                 |
| Bernardo Silva   | Manchester City F. C.                           |
| Kevin De Bruyne  | Manchester City F. C.                           |
| Jude Bellingham  | - B. V. Borussia - Real Madrid C. F.            |
| Delanteros       |                                                 |
| Lionel Messi     | - Paris Saint-Germain F. C. - Inter Miami C. F. |
| Erling Haaland   | Manchester City F. C.                           |
| Kylian Mbappé    | Paris Saint-Germain F. C.                       |
| Vinícius Júnior  | Real Madrid C. F.                               |

| Nombre          | Club(s)                                         |
| Portera         | Portera                                         |
| --------------- | ----------------------------------------------- |
| Mary Earps      | Manchester United W. F. C.                      |
| Defensas        |                                                 |
| Lucy Bronze     | F. C. Barcelona                                 |
| Alex Greenwood  | Manchester City W. F. C.                        |
| Olga Carmona    | Real Madrid C. F.                               |
| Centrocampistas |                                                 |
| Ella Toone      | Manchester United W. F. C.                      |
| Aitana Bonmatí  | F. C. Barcelona                                 |
| Keira Walsh     | F. C. Barcelona                                 |
| Delanteras      |                                                 |
| Lauren James    | Chelsea F. C. W.                                |
| Sam Kerr        | Chelsea F. C. W.                                |
| Alex Morgan     | San Diego Wave F. C.                            |
| Alessia Russo   | - Manchester United W. F. C. - Arsenal W. F. C. |

## Premio Especial
La FIFA entregó un premio de reconocimiento especial a la jugadora brasileña Marta Vieira da Silva, en reconocimiento a su trayectoria, estableciendo también un nuevo premio el Premio Marta equivalente al Premio Puskás en el área masculina.